# Bornito de Sousa
Bornito de Sousa Baltazar Diogo (Quêssua, Malanje, 23 de Julho de 1953) é um jurista, advogado, docente universitário e político angolano. Foi vice-presidente da república entre 2017 e 2022.

## Biografia
Bornito de Sousa é filho de Job Baltazar Diogo e Catarina Manuel Simão Bento. É casado com Maria José Rodrigues Ferreira Diogo, com quem tem duas filhas.
Estudou no Liceu Salvador Correia e, posteriormente, ingressou na Universidade Agostinho Neto, onde se formou em direito. É poliglota, dominando além das línguas maternas — o português e o quimbundo — o inglês, o francês e o espanhol.

### Carreira
Uma de suas primeiras funções políticas foi a de 1º Secretário da Juventude do Movimento Popular de Libertação de Angola (JMPLA). 
Bornito de Sousa foi deputado da Assembleia Nacional, ocupando as funções de Presidente do Grupo Parlamentar do MPLA, de Presidente da Comissão de Relações Exteriores da Assembleia Nacional, de Presidente da Comissão de Assuntos Jurídicos, Regimento e Mandatos da Assembleia Nacional e de Presidente da Comissão Constitucional da Assembleia Nacional. Foi ainda Vice-Presidente da Assembleia Parlamentar Paritária África-Caribe-Pacífico/União Europeia (ACP – UE).
Foi nomeado Ministro da Administração do Território da República de Angola em fevereiro de 2010 e foi reconduzido para as mesmas funções a em Outubro de 2012, à luz dos resultados das eleições gerais do mesmo ano.
É docente da cadeira de ciências políticas e direito constitucional da Faculdade de Direito da Universidade Católica de Angola. Anteriormente lecionou as mesmas cadeiras na Universidade Agostinho Neto. Também foi advogado, mas esteve suspenso por incompatibilidade legal, por exercer funções no Governo.
É co-autor, com o Prof. Adérito Correia, do livro "Angola – História Constitucional".